# Liste der US-Open-Sieger (Juniorendoppel)
Diese Liste enthält alle Finalisten im Juniorendoppel bei den US Open. Das Event wurde 1982 das erste Mal ausgespielt.
| Jahr | Sieger                                     | Finalgegner                                | Ergebnis                                   |
| ---- | ------------------------------------------ | ------------------------------------------ | ------------------------------------------ |
| 1982 | Jonathan Canter Michael Kures              | Pat Cash John Frawley                      | 7:6, 6:3                                   |
| 1983 | Mark Kratzmann Simon Youl                  |                                            |                                            |
| 1984 | Leonardo Lavalle Mihnea-Ion Năstase        | Jaime Yzaga Agustín Moreno                 | 7:6, 1:6, 6:1                              |
| 1985 | Joey Blake Darren Yates                    | Patrick Flynn David Macpherson             | 3:6, 6:3, 6:4                              |
| 1986 | Tomás Carbonell Javier Sánchez             | Jeff Tarango David Wheaton                 | 6:4, 1:6, 6:1                              |
| 1987 | Goran Ivanišević Diego Nargiso             | Zeeshan Ali Brett Steven                   | 3:6, 6:4, 6:3                              |
| 1988 | Jonathan Stark John Yancey                 | Massimo Boscatto Stefano Pescosolido       | 7:6, 7:5                                   |
| 1989 | Wayne Ferreira Grant Stafford              | Martin Damm Jan Kodeš                      | 6:3, 6:4                                   |
| 1990 | Sébastien Leblanc Greg Rusedski            | Mårten Renström Mikael Tillström           | 6:7, 6:3, 6:4                              |
| 1991 | Karim Alami John-Laffnie de Jager          |                                            |                                            |
| 1992 | Jimmy Jackson Eric Taino                   | Marcelo Ríos Gabriel Silberstein           | 6:3, 3:6, 6:1                              |
| 1993 | Neville Godwin Gareth Williams             | Ben Ellwood James Sekulov                  | 6:3, 6:3                                   |
| 1994 | Ben Ellwood Nicolás Lapentti               | Paul Goldstein Scott Humphries             | 6:0, 6:2                                   |
| 1995 | Lee Jong-min Jocelyn Robichaud             | Raemon Sluiter Peter Wessels               | 7:6, 6:2                                   |
| 1996 | Bob Bryan Mike Bryan                       | Daniele Bracciali Jocelyn Robichaud        | 5:7, 6:3, 6:4                              |
| 1997 | Fernando González Nicolás Massú            | Jean-René Lisnard Michaël Llodra           | 6:4, 6:4                                   |
| 1998 | K. J. Hippensteel David Martin             | Andy Ram Lovro Zovko                       | 6:7, 7:6, 6:2                              |
| 1999 | Julien Benneteau Nicolas Mahut             | Tres Davis Alberto Francis                 | 6:4, 3:6, 6:1                              |
| 2000 | Lee Childs James Nelson                    | Tres Davis Robby Ginepri                   | 6:2, 6:4                                   |
| 2001 | Tomáš Berdych Stéphane Bohli               | Brendan Evans Brett Joelson                | 6:4, 6:4                                   |
| 2002 | Michel Koning Bas van der Valk             | Brian Baker Chris Guccione                 | 6:4, 6:4                                   |
| 2003 | nicht ausgetragen wegen schlechten Wetters | nicht ausgetragen wegen schlechten Wetters | nicht ausgetragen wegen schlechten Wetters |
| 2004 | Brendan Evans Scott Oudsema                | Andreas Beck Sebastian Rieschick           | 4:6, 6:1, 6:2                              |
| 2005 | Alex Clayton Donald Young                  | Carsten Ball Thiemo de Bakker              | 7:63, 4:6, 7:5                             |
| 2006 | Jamie Hunt Nathaniel Schnugg               | Jarmere Jenkins Austin Krajicek            | 6:3, 6:3                                   |
| 2007 | Jonathan Eysseric Jérôme Inzerillo         | Grigor Dimitrow Vasek Pospisil             | 6:2, 6:4                                   |
| 2008 | Nikolaus Moser Cedrik-Marcel Stebe         | Henri Kontinen Christopher Rungkat         | 7:65, 3:6, [10:8]                          |
| 2009 | Márton Fucsovics Hsieh Cheng-peng          | Julien Obry Adrien Puget                   | 7:65, 5:7, [10:1]                          |
| 2010 | Duilio Beretta Roberto Quiroz              | Oliver Golding Jiří Veselý                 | 6:1, 7:5                                   |
| 2011 | Julian Lenz Robin Kern                     | Maxim Dubarenco Wladyslaw Manafow          | 7:5, 6:4                                   |
| 2012 | Kyle Edmund Frederico Ferreira Silva       | Nick Kyrgios Jordan Thompson               | 5:7, 6:4, [10:7]                           |
| 2013 | Kamil Majchrzak Martin Redlicki            | Quentin Halys Frederico Ferreira Silva     | 6:3, 6:4                                   |
| 2014 | Omar Jasika Naoki Nakagawa                 | Rafael Matos João Menezes                  | 6:3, 7:66                                  |
| 2015 | Félix Auger-Aliassime Denis Shapovalov     | Brandon Holt Riley Smith                   | 7:5, 7:63                                  |
| 2016 | Juan Carlos Aguilar Felipe Meligeni Alves  | Félix Auger-Aliassime Benjamin Sigouin     | 6:3, 7:64                                  |
| 2017 | Hsu Yu-hsiou Wu Yibing                     | Toru Horie Yūta Shimizu                    | 6:4, 5:7, [11:9]                           |
| 2018 | Adrian Andreew Anton Matusevich            | Emilio Nava Axel Nefve                     | 6:4, 2:6, [10:8]                           |
| 2019 | Eliot Spizzirri Tyler Zink                 | Andrew Paulson Aljaksandr Shirouski        | 7:63, 6:4                                  |
| 2020 | ausgefallen, COVID-19-Pandemie             | ausgefallen, COVID-19-Pandemie             | ausgefallen, COVID-19-Pandemie             |
| 2021 | Max Westphal Coleman Wong                  | Wjatscheslaw Bjelinskyj Petar Nesterow     | 6:3, 5:7, [10:1]                           |
| 2022 | Ozan Baris Nishesh Basavareddy             | Dylan Dietrich Juan Carlos Prado Ángelo    | 6:1, 6:1                                   |
| 2023 | Max Dahlin Oliver Ojakäär                  | Federico Bondioli Joel Schwärzler          | 3:6, 6:3, [11:9]                           |
| 2024 | Maxim Mrva Rei Sakamoto                    | Denis Peták Flynn Thomas                   | 7:5, 7:61                                  |